# 노엘 갤러거스 하이 플라잉 버즈
노엘 갤러거스 하이 플라잉 버즈(Noel Gallagher's High Flying Birds)는 2010년에 결성한 잉글랜드의 록 밴드이다. 2009년 잉글랜드의 록 밴드 'Oasis' 가 해체하고, 해당 밴드의 보컬, 리드기타 및 작곡을 담당하던 노엘 갤러거의 솔로 프로젝트로 결성되었다. 밴드는 노엘 갤러거를 포함하여 'Oasis'의 피아노 세션이었던 마이크 로우, 'Oasis'의 드러머였던 크리스 샤록, 'The Zutons' 의 베이시스트였던 러셀 프리처드, 기타리스트인 팀 스미스로 구성되어있다. 밴드가 결성 된 후, 2011년 10월 17일, 밴드의 데뷔 앨범인 'Noel Gallagher's High Flying Birds'가 발매되었다. 가장 최근 발매된 정규 앨범은 2015년에 발매한 'Chasing Yesterday'이며, 2017년 11월 9일, 밴드의 새 앨범을 발표할 것이라고 밝혔다.

## 역사

### 오아시스의 해체와 노엘 갤러거의 솔로 활동 시작
2009년 파리 투어 중, 멤버간의 불화로 Oasis는 갑작스런 해체를 맞이하게 된다. 2009년 8월, 프랑스 파리에서의 공연을 앞둔 오아시스의 노엘 갤러거와 리암 갤러거의 다툼으로 해체하게 된다. 양측의 회고를 종합해보면, 당시 무대 백스테이지에서 리암 갤러거가 노엘 갤러거에게 자두를 던지고 기타를 휘둘렀다. 이에 노엘 갤러거가 리암 갤러거의 기타를 발로 밟아 부수자, 리암 갤러거는 기타 스탠드에 놓여있던 노엘 갤러거의 기타들을 부쉈고 노엘 갤러거는 차를 타고 떠났다고 한다.
멤버 불화로 밴드 오아시스는 해체를 맞게되고, 노엘 갤러거와 나머지 멤버들은 각자의 음악활동을 이어나가게 된다. 2009년 9월 5일, 리암 갤러거와 앤디 벨, 겜 아처, 크리스 샤록은 'Beady Eye'를 결성하고, 노엘 갤러거는 2011년 7월 6일, 솔로 활동 발표 기자회견을 연다.

### 1집 'Noel Gallagher's High Flying Birds' 발매
솔로 활동을 발표한 노엘 갤러거는 2011년 7월 25일 'The death of you and me' 의 뮤직비디오를 공개했다.  2011년 8월 21일에는 해당 곡이 수록된 밴드의 첫 싱글 앨범인 'The Death of You and Me' 이 발매되었다. 이후 싱글 앨범 'AKA... What a Life!'가 각각 2011년 9월 9일에 발매되었으며, 'If I had a gun'의 음원이 2011년 9월 20일 iTunes에서 공개되었다.
싱글 앨범의 음원 등을 수록한 첫 정규앨범인 'Noel Gallagher's High Flying Birds'는 2011년 10월 17일에 발매되었으며, 아일랜드, 스코틀랜드, UK 앨범 주간차트에서 각각 1위를 기록했다. 한국에서는 가온 주간 앨범차트에서 33위를 기록했다.
월드 투어로 2012년 5월 28일, 29일 이틀 간 한국의 구 유니클로 악스홀에서 공연하기도 했다.

### 2집 'Chasing Yesterday'
2015년 2월 25일, 정규 2집 앨범인 'Chasing Yesterday'가 발매되었다.
2015년 4월 3-4일, 쉐라톤그랜드워커힐호텔 워커힐시어터에서 내한공연을 하였다.
2015년, 한국의 안산M밸리록페스티벌의 헤드라이너로 공연을 하였다.
2018년, 페스티벌 초청이 아닌 단독 콘서트를 한국에서 했다.

### 이후 활동
노엘 갤러거는 2017년 5월 24일 Radio X 인터뷰에서, 2017년 11월 9일에 새로운 앨범을 발표할 것이라고 밝혔다.
2017년 9월 24일 새 앨범 'Who Built the Moon?'의 티져를 유튜브 공식계정을 통해 공개했다.

## 음반 목록
- Noel Gallagher's High Flying Birds (2011)
- Chasing Yesterday (2015)
- Who Built the Moon? (2017)
- Council Skies (2023)

## 수상 내역

### NME AWARD
2012년 NME 로부터 God Like Genius 상을 수상하였다.

### Q Award
Q Award 로부터 2011년, 2013년 각각 Q icon 상을, 2015년에는 'Chasing Yesterday'가 Best Album 상을 수상하였다.